# Öffentliche Dienste, Transport und Verkehr
L'Öffentliche Dienste, Transport und Verkehr (ÖTV) est un syndicat allemand affilié au Deutscher Gewerkschaftsbund (DGB) et dont le siège était situé à Stuttgart. 
Ce syndicat des salariés des transports avait été fondé le 30 janvier 1949. Son million et demi de membres en faisait le second syndicat du DGB, derrière l'IG Metall. En 2001, l'ÖTV fut un des syndicats fondateurs du Vereinte Dienstleistungsgewerkschaft (ver.di);

## Dirigeants de l'ÖTV
- 1949 - 1952: Adolph Ludwig Kummernuss  und Georg Huber (cosecrétaires)
- 1952 - 1964: Adolph Ludwig Kummernuss
- 1964 - 1982: Heinz Kluncker
- 1982 - 1994: Monika Wulf-Mathies
- 1994 - 2000: Herbert Mai
- 2000 - 2001: Frank Bsirske